# سقوط آسمان
سقوط آسمان (به انگلیسی: Falling Sky) یک فیلم درام آمریکایی محصول سال ۱۹۹۸ با بازی کارن آلن، بریتانی مورفی و جرمی جردن است. این فیلم در سال ۱۹۹۹ به صورت نسخه ویدئویی در بریتانیا منتشر شد و تا ۲۶ اوت ۲۰۰۵ در آمریکا منتشر نشد.